# Kamieniarstwo

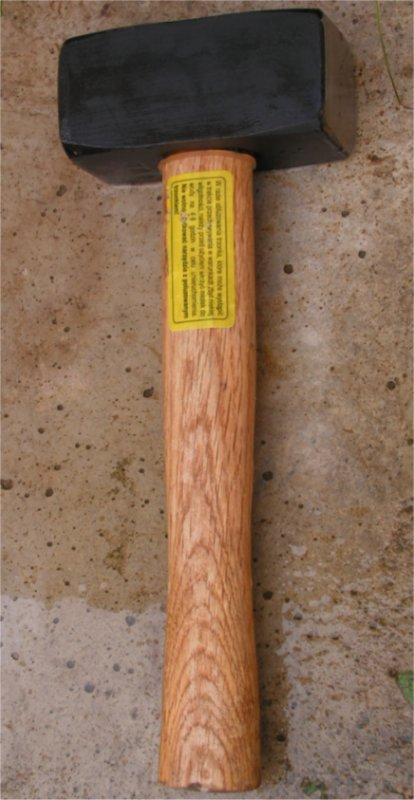
Mlotek kamieniarski/brukarski

Kamieniarstwo – dział rzemiosła zajmujący się wydobywaniem i obróbką kamienia. 
Kamieniarstwo polega na wydobywaniu bloków kamiennych z kamieniołomów, a następnie ich obróbce.
Kamieniarstwo zajmuje się produkcją nagrobków i elementów budowlanych. Obecnie nagrobki wykonane są najczęściej ze skał magmowych lub metamorficznych, natomiast w budowlance wykorzystuje się również skały osadowe. W kamieniołomach wydobywa się duże bloki skalne, które następnie są cięte na płyty o różnej grubości (slaby), slaby są polerowane, tak by uzyskać połysk. Wypolerowane płyty są cięte na poszczególne elementy, w których poleruje się zewnętrzne powierzchnie po cięciu lub frezuje i poleruje obrzeża.

## Narzędzia

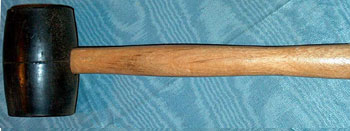
Gumowy młotek – wykorzystywany przy układaniu materiałów wrażliwych na uderzenia, np. płytek granitowych.

Kamieniarze wykorzystują typowe dla siebie narzędzia takie jak: odbijak, młotek brukarski, młotek gumowy, tarcze ścierne i polerskie.